# Managementul situațiilor de urgență
Managementul situației de urgență reprezintă un ansamblul de activități  desfășurate și procedurilor utilizate de factorii de decizie, instituțiile și serviciile publice abilitate pentru identificarea și monitorizarea surselor de risc natural, tehnologic, evaluarea informațiilor și analiza situației, elaborarea de prognoze, stabilirea variantelor de acțiune și implementarea acestora în scopul restabilirii situației de normalitate 

## Sistem de urgență
Sistemul Național de Management al Situațiilor de Urgență, denumit în continuare Sistem Național funcționează pentru prevenirea și gestionarea situațiilor de urgență, asigurarea și coordonarea resurselor umane, materiale, financiare și de alta natura necesare restabilirii stării de normalitate. Sistemul Național este organizat de autoritățile administrației publice și se compune dintr-o rețea de organisme, organe și structuri abilitate în managementul situațiilor de urgență, constituite pe niveluri sau domenii de competenta, care dispune de infrastructura și de resursele necesare pentru îndeplinirea atribuțiilor prevăzute de lege Scopul este de a reduce efectele dăunătoare ale tuturor pericolelor, inclusiv a dezastrelor. 

## Măsuri în situații de urgență
- avertizarea populației, instituțiilor și agenților economici din zonele de pericol;
- declararea stării de alertă;
- punerea în aplicare a măsurilor de prevenire și de protecție specifice tipurilor de risc și, după caz, hotărârea evacuării din zona afectată sau parțial afectată;
- intervenția operativă cu forte și mijloace special constituite, în funcție de situație, pentru limitarea și înlăturarea efectelor negative;
- acordarea de ajutoare de urgență;
- instituirea regimului stării de urgență, în condițiile prevăzute de art. 93 din Constituția României, republicată;
- solicitarea sau acordarea de asistență internațională;
- acordarea de despăgubiri persoanelor juridice și fizice;
- alte măsuri prevăzute de lege.

## Planificare pentru situații de urgență
Planificarea situațiilor de urgență are ca scop prevenirea apariției situațiilor de urgență, în cazul unui eveniment să se poată pune în funcțiune un plan de acțiune eficient pentru a atenua rezultatele și efectele oricăror situații de urgență. Elaborarea planurilor de urgență este un proces ciclic, comun multor discipline de managementului riscurilor, cum ar fi continuitatea activității managementului riscului  în situație de urgență, identificarea riscurilor, precum și ierarhizarea sau evaluarea riscurilor care  sunt importante pentru pregătire.
Planurile și procedurile de gestionare a situațiilor de urgență includ identificarea membrii și personalul instruiți, responsabilii care iau decizii când apare o urgență. Planurile de formare includ persoanele interne și parteneri de protecție civilă  care trebui să se precizeze natura și frecvența formării și verificării acestora. Testarea eficacității unui plan trebui să se facă în mod regulat; în cazurile în care mai multe întreprinderi sau organizații ocupă același spațiu, trebuie să fie puse în aplicare planurile comune de urgență, convenite în mod oficial de toate părțile.
Se organizează exerciții de pregătire pentru pericole la incendii, cutremure și alte situații de urgență.

## Sănătatea și securitatea lucrătorilor
Curățarea zonei în caz de dezastru pentru salvarea oamenilor și animalelor implică multe riscuri profesionale. Angajatorii trebuie să reducă la minim expunerea lucrătorilor la pericole și pentru protejarea  atunci când este posibil, inclusiv identificarea și evaluarea amănunțită a potențialelor pericole, purtarea echipamentului individual de protecție (EIP) adecvat și informarea angajațiilor despre riscurile la care se pot expune.
Inundațiile mari expun adesea lucrătorii la traume de la obiecte ascuțite, ascunse sub ape tulburi, care pot provoca leziuni, fracturi deschise și închise. Aceste leziuni dacă apele sunt contaminate pot duce la infecție.

## Organizații internaționale
Sistemul Națiunilor Unite este coordonator mondial care sprijină țarile afectate de dezastre. 

## Organizarea Sistemului Național în România
Compunere Sistem Național
- comitete pentru situație de urgență(C.N.S.U.);
- Departament pentru Situații de Urgență(D.S.U.);
- Inspectoratul General pentru Situații de Urgență(I.G.S.U.).
- servicii de urgență profesioniste și servicii de urgență voluntare( I.J.S.U. și S.V.S.U.)
- centre operative și centre de coordonare și conducere a intervenției(C.N.C.C.I.);
- centre operative pentru situație de urgență(C.N.O.S.U.);
- comandantul acțiunii.

Comitetele pentru situații de urgență sunt
- Comitetul național pentru situații de urgență(C.N.S.U.);
- comitetele ministeriale și ale altor instituții publice centrale pentru situații de urgență(C.M.S.U.);
- Comitetul Municipiului București pentru situații de urgență(C.M.S.U.);
- comitetele județene pentru situații de urgență(C.J.S.U.);
- comitetele locale pentru situații de urgență(C.L.S.U.).

Comitetele pentru situații de urgență sunt organisme interinstituționale cu rol decizional în managementul situațiilor de urgență, hotărârile acestora având caracter obligatoriu pentru destinatarii acestora.
În vederea adoptării deciziilor strategice necesare pentru gestionarea situațiilor de urgență determinate de tipurile de risc stabilite prin hotărâre a Guvernului, se constituie și funcționează Comitetul național pentru situații de urgență , denumit în continuare Comitetul național, sub conducerea nemijlocită a prim-ministrului, în calitate de președinte.
Comitetul național are trei vicepreședinți, după cum urmează
- ministrul cu atribuții în domeniul afacerilor interne;
- ministrul cu atribuții în domeniul administrației publice;
- șeful Departamentului pentru Situații de Urgență din cadrul Ministerului Afacerilor Interne.

Departamentul pentru Situații de Urgență, prin Inspectoratul General pentru Situații de Urgență , asigură secretariatul tehnic permanent al Comitetului național.
Pentru stabilirea strategiilor și programelor privind prevenirea și gestionarea situațiilor de urgență, Comitetul național poate solicita consultarea unor experți, specialiști, cadre didactice sau cercetători constituiți în grupuri de suport tehnico-științific.
Comitetul național și grupurile de suport tehnico-științific, alături de reprezentanți ai organizațiilor neguvernamentale, structurilor asociative ale autorităților administrației publice locale, asociațiilor profesionale, sindicatelor, unităților de învățământ superior și institutelor de cercetare, instituțiilor culturale, ale cultelor și asociațiilor religioase recunoscute potrivit legii și ai mass-mediei, formează Platforma națională pentru reducerea riscurilor la dezastre.
C.J.S.U.
Comitetele județene pentru situații de urgență(C.J.S.U.) sunt constituite la nivelul județelor sub conducerea prefecților, denumite în continuare comitete județene.
Din comitetul județean fac parte președintele consiliului județean, șefi de servicii deconcentrate, descentralizate și de gospodărie comunală și alți manageri ai unor instituții și societăți comerciale de interes județean care îndeplinesc funcții de sprijin în gestionarea situațiilor de urgență, precum și manageri ai agenților economici care, prin specificul activității, constituie factori de risc  potențial generatori de situații de urgență.
În cadrul comitetului județean, inspectorul-șef al inspectoratului pentru situații de urgență județean este vicepreședintele cu atribuții de coordonare unitară a tuturor componentelor cu responsabilități în realizarea intervenției.
Serviciile de urgență profesioniste, prin centrele operaționale(C.O.), asigura secretariatele tehnice permanente ale comitetelor județene și al Comitetului Municipiului București pentru Situații de Urgență(C.J.S.U.).
Serviciile publice de urgență asigura, potrivit competentelor legale în unitățile administrativ-teritoriale în care funcționează, cooperarea în domeniile protecției civile, apărării împotriva incendiilor și gestionării situațiilor de urgență.
C.L.S.U.
Comitete locale pentru situații de urgență(C.L.S.U.) se constituie la nivelul municipiilor, orașelor, sectoarelor municipiului București, precum și al comunelor sub conducerea primarului, denumite în continuare comitete locale.
Din comitetul local fac parte un viceprimar, secretarul comunei, orașului, sectorului sau municipiului, după caz, și reprezentanți ai serviciilor publice și ai principalelor instituții și agenți economici din unitatea administrativ-teritorială respectiva, precum și manageri sau conducători ai agenților economici, filialelor, sucursalelor ori punctelor de lucru locale, care, prin specificul activității, constituie factori de risc  potențial generatori de situații de urgență .

## Instruire
Angajatorii  trebui să-și  instruiască periodic personalul înainte de punerea în funcțiune a planului de evacuare în cazul unei situații de urgență. Persoanele responsabile trebuie informate ce obligații au în situații de urgență. Angajatorul trebuie sa stabilească măsurile de intervenție și locurile de evacuare a personalului în funcție de riscurile existente în unitate.

## Domenii de acțiune
Autoritățile responsabile asigură managementul tipului de risc repartizat pe următoarele domenii de acțiune:
- prevenire - ansamblul acțiunilor desfășurate de autoritățile responsabile, care vizează identificarea, evaluarea și reducerea riscurilor de producere a situațiilor de urgență, în scopul protejării vieții, mediului și bunurilor împotriva efectelor negative ale acestora;
- pregătire - ansamblul de măsuri și acțiuni prealabile, subsumate activităților de prevenire și răspuns, cu caracter permanent, desfășurate de autoritățile responsabile;
- răspuns - ansamblul acțiunilor desfășurate de autoritățile responsabile pentru planificarea, organizarea, coordonarea și conducerea operațională a capabilităților implicate în acțiunile de intervenție operativă pentru limitarea și înlăturarea efectelor negative ale situației de urgență, până la restabilirea stării provizorii de normalitate, etc.

Domenii de acțiune privind pregătirea vizează:
- informarea și pregătirea populației pentru cunoașterea modului de acțiune în sprijinul autorităților responsabile și pentru asigurarea autoprotecției individuale și colective;
- pregătirea personalului autorităților responsabile, în concordanță cu responsabilitățile ce le revin;
- pregătirea resurselor de intervenție, prin asigurarea existenței, suficienței și operativității bazei materiale și tehnicii utilizate în intervenția operativă;
- pregătirea elementelor de infrastructură critică, prin menținerea, întreținerea și testarea acestora, pe baza sistemului de asigurare a calității acceptat la nivel internațional.

Categoriile de personal care fac obiectul acțiunilor prevăzute la primele două aliniate, formele și metode de pregătire, periodicitatea se stabilesc prin planuri de pregătire în domeniul situațiilor de urgență, avizate de Inspectoratul General pentru Situații de Urgență și aprobate de președinții comitetelor pentru situații de urgență, potrivit legii.
Structura-cadru a planului de pregătire în domeniul situațiilor de urgență se stabilește de Inspectoratul General pentru Situații de Urgență, se avizează de către Departamentul pentru Situații de Urgență din cadrul Ministerului Afacerilor Interne și se aprobă prin ordin al ministrului afacerilor interne, care se publică în Monitorul Oficial al României.
Ministerul Afacerilor Interne planifică și asigură integrat coordonarea operațională a capabilităților implicate în acțiunile de intervenție operativă pentru toate tipurile de risc, pe domeniul de acțiune.
La nivelul județelor și al municipiului București, precum și al celorlalte unități administrativ-teritoriale, prin grija structurilor teritoriale aflate în subordinea, sub autoritatea sau coordonarea autorităților responsabile, se elaborează planuri de acțiune pe tipuri de risc, care se aprobă de președintele comitetului județean/al municipiului București pentru situații de urgență.

## Pregătirea pentru situații de urgență
Pregătirea se concentrează pe pregătirea echipamentelor și procedurilor pentru utilizare atunci când apare un 
dezastru. Echipamentele și procedurile pot fi utilizate pentru a reduce vulnerabilitatea la dezastru, pentru a atenua impactul unui dezastru sau pentru a răspunde mai eficient în caz de urgență. 
În România pentru ca personalul să fie pregătit în situații de urgență se instruiește periodic, se transmit cunoștințele teoretice privind tipurile de riscuri, măsurile de prevenire a acestora și deprinderi practice de comportare și intervenție în astfel de situații.
Pregătirea teoretică pentru situații de urgență cuprinde:
- pregătirea personalului cu funcții de conducere din cadrul administrației publice centrale și locale, instituțiilor și operatorilor economici;
- pregătirea personalului de specialitate (cadru tehnic sau personal cu atribuții în domeniul apărării împotriva incendiilor, inspector de protecție civilă, șefi serviciu voluntar/privat pentru situații de urgență);
- pregătirea personalului serviciilor voluntare și private pentru situații de urgență;
- pregătirea populației și salariaților;
- pregătirea preșcolarilor, elevilor și studenților;
- pregătirea personalului propriu: echipa pirotehnică, echipa CBRN, personal operativ;
- pregătirea altor categorii de personal.

Pregătirea categoriilor de personal la nivel de județ se desfășoară pe baza planului anual de pregătire în domeniul situațiilor de urgență, aprobat prin ordin al prefectului.
În vederea pregătirii populației, D.S.U. a lansat în anul 2016 Platforma Națională de Pregătire pentru Situații de Urgență«fiipregatit.ro. Pentru creșterii gradului de informare și pregătire a populației, autoritățile responsabile, precum și orice alte autorități și instituții ale administrației publice centrale și locale, respectiv instituțiile din subordinea acestora, vor publica pe paginile de internet ale lor la loc vizibil, o legătură electronică - link către platforma națională de pregătire pentru situații de urgență;
Formele și metodele utilizate în cadrul pregătirii pentru situații de urgență sunt: cursuri, convocări, antrenamente de specialitate, aplicații, exerciții, concursuri, instructaje, schimburi de experiență, lecții învățate, seminare, sesiuni de comunicări(simpozioane), studiu individual, expuneri și dezbateri.
În SUA de gestionarea situațiilor de urgență se ocupă Agenția Federală pentru Managementul Urgențelor (FEMA).

## Comandantul intervenției
La nivel național, comandantul acțiunii(intervenției) este secretarul de stat, șef al Departamentului pentru Situații de Urgență din cadrul Ministerului Afacerilor Interne sau persoana desemnată de acesta.
La nivel județean sau al municipiului București, comandantul acțiunii este șeful inspectoratului pentru situații de urgență în a cărui zonă de competență s-a produs evenimentul.

## Monitorizarea pericolelor
La nivel local, transmiterea operativă a datelor și informațiilor privind monitorizarea pericolelor, a riscurilor specifice și a efectelor situațiilor de urgență se asigură de către structurile teritoriale subordonate, aflate sub autoritatea sau în coordonarea autorității responsabile implicate în acțiunile de răspuns pentru tipul de risc produs, către centrele județene/zonale de conducere și coordonare a intervenției(C.J.C.C.I.), centrele operaționale(C.O.) din cadrul inspectoratelor pentru situații de urgență și centrul operativ cu activitate permanentă al autorității responsabile.